# Irlanda en el Festival de la Canción de Eurovisión 2021
Irlanda participó en el LXV Festival de la Canción de Eurovisión, celebrado en Róterdam, Países Bajos del 18 al 22 de mayo del 2021, tras la victoria de Duncan Laurence con la canción «Arcade». La RTÉ decidió mantener a la representante de Irlanda de la cancelada edición de 2020, la artista Lesley Roy para participar en la edición de 2021, siendo presentada en el mes de febrero la canción pop «Maps» con la cual competiría.
Pasando desapercibida por las casas de apuestas, Lesley Roy finalizó en 16.ª posición de la semifinal 1 con 20 puntos, 16 puntos del jurado profesional y solo 4 del televoto, con lo cual Irlanda era eliminada en semifinales por 7.ª vez en 8 años.

## Historia de Irlanda en el Festival
Irlanda es uno de los países "clásicos" del festival, debutando en el concurso en 1965. Desde entonces el país ha concursado en 52 ocasiones, siendo uno de los países que más ha participado dentro del festival. Irlanda es considerado uno de los países más exitosos del festival al colocarse dentro de los mejores 10 en 31 participaciones y logrando vencer en siete ocasiones el festival: la primera, en 1970, con la cantante Dana y la canción «All Kinds Of Everything». La segunda vez sucedió en 1980, gracias a la canción «What's Another Year?» de Johnny Logan. En 1987, Johnny Logan se convertiría en la primera y hasta ahora, única persona en ganar dos veces el concurso como intérprete con la canción «Hold Me Now». La cuarta ocasión sucedió en 1992 con Linda Martin interpretando «Why Me?» (compuesta además por Johnny Logan). Posteriormente, Irlanda ganó el concurso en 1993 con «In Your Eyes» de Niamh Kavanagh. La sexta victoria ocurrió en 1994 con Paul Harrington & Charlie McGettigan con la canción «Rock 'n' Roll Kids» y la última victoria irlandesa sucedió en 1996 con la canción «The Voice» interpretada por Eimear Quinn.
La representante para la edición cancelada de 2020 era Lesley Roy con la canción pop/rock «Story of my life». En 2019, la cantante Sarah McTernan no logró clasificarse para la final, terminando en 18.ª posición con 16 puntos en la segunda semifinal, con el tema «22».

## Representante para Eurovisión

### Elección Interna
Irlanda confirmó su participación en el Festival de la Canción de Eurovisión 2021 en el mes de marzo de 2020. Al igual que lo harían la mayoría de los países participantes, Irlanda confirmó como su representante a la artista seleccionada para concursar en 2020 en diciembre tras varias conversaciones, Lesley Roy. La canción seleccionada fue el tema pop de sonidos épicos «MAPS». El videoclip fue grabado unos días antes del estreno de la canción, el 26 de febrero de 2021. El tema fue compuesto por la misma Roy, Lukas Hällgren, Philip Strand, Normandie, Deepend y Emelie Eriksson.

## En Eurovisión
De acuerdo a las reglas del festival, todos los concursantes inician desde las semifinales, a excepción del anfitrión (en este caso, Países Bajos) y el Big Five compuesto por Alemania, España, Francia, Italia y Reino Unido. La producción del festival decidió respetar el sorteo ya realizado para la edición cancelada de 2020 por lo que se determinó que el país, tendría que participar en la primera semifinal. En este mismo sorteo, se determinó que participaría en la primera mitad de la semifinal (posiciones 1-7). Semanas después, ya conocidos los artistas y sus respectivas canciones participantes, la producción del programa dio a conocer el orden de actuación, determinando que Irlanda participara en la séptima posición, precedida por Macedonia del Norte y seguida de Chipre.
Los comentarios para Irlanda para televisión corrieron por parte de Marty Whelan, mientras que para radio fueron para Neil Doherty y Zbyszek Zalinski. El portavoz de la votación del jurado profesional irlandés fue el cantante y representante de Irlanda en 2018, Ryan O'Shaughnessy.

### Semifinal 1
Lesley Roy tomó parte de los primeros ensayos los días 8 y 12 de mayo, así como de los ensayos generales con vestuario de la primera semifinal los días 17 y 18 de mayo. El ensayo general de la tarde del 17 fue tomado en cuenta por los jurados profesionales para emitir sus votos, que representan el 50% de los puntos. Irlanda se presentó en la posición 7, detrás de Chipre y por delante de Macedonia del Norte. La actuación irlandesa diseñada por Fredik "Benka" Rydman tuvo un concepto cinematográfico original, con Lesley Roy sola en el escenario siguiendo una coreografía apoyada por distintos mecanismos que creaban distintas escenografías de papel: bosques, ciudades y mareas, que iban cambiando conforme avanzó la presentación. En la parte final de la canción, Lesley se movió del escenario principal a la pastilla central, revelándose todos los artefactos usados, con la iluminación y fondo del recinto en tonos amarillos y naranjas.
Al final del show, Irlanda no fue anunciada como uno de los países clasificados para la gran final. Los resultados revelados una vez terminado el festival, posicionaron a la cantante irlandesa en la 16.ª y última posición con 20 puntos, habiéndose colocado en 15.° lugar tanto en la votación del jurado profesional como del televoto con 16 puntos y 4 puntos, respectivamente. Esta se convirtió en la 7.ª ocasión en los últimos 8 concursos que Irlanda quedaba fuera en semifinales y la segunda vez consecutiva finalizando en último lugar de su semifinal.

### Votación

#### Puntuación otorgada a Irlanda

##### Semifinal 1
| Jurado    | Jurado    | Jurado                             | Jurado           | Jurado                      |
| 12 puntos | 10 puntos | 8 puntos                           | 7 puntos         | 6 puntos                    |
| --------- | --------- | ---------------------------------- | ---------------- | --------------------------- |
|           |           |                                    |                  |                             |
| 5 puntos  | 4 puntos  | 3 puntos                           | 2 puntos         | 1 punto                     |
|           |           | - Australia - Azerbaiyán - Bélgica | - Chipre - Malta | - Italia - Noruega - Suecia |
| Televoto  |           |                                    |                  |                             |
| 12 puntos | 10 puntos | 8 puntos                           | 7 puntos         | 6 puntos                    |
|           |           |                                    |                  |                             |
| 5 puntos  | 4 puntos  | 3 puntos                           | 2 puntos         | 1 punto                     |
|           |           |                                    | - Australia      | - Lituania - Malta          |

#### Puntuación otorgada por Irlanda
| Puntos    | Jurado              | Televoto |
| --------- | ------------------- | -------- |
| 12 puntos | Malta               | Lituania |
| 10 puntos | Croacia             | Malta    |
| 8 puntos  | Rusia               | Ucrania  |
| 7 puntos  | Azerbaiyán          | Croacia  |
| 6 puntos  | Ucrania             | Chipre   |
| 5 puntos  | Lituania            | Israel   |
| 4 puntos  | Chipre              | Suecia   |
| 3 puntos  | Noruega             | Rumania  |
| 2 puntos  | Macedonia del Norte | Noruega  |
| 1 punto   | Suecia              | Rusia    |

| Puntos    | Jurado     | Televoto  |
| --------- | ---------- | --------- |
| 12 puntos | Francia    | Lituania  |
| 10 puntos | Malta      | Islandia  |
| 8 puntos  | Islandia   | Ucrania   |
| 7 puntos  | Noruega    | Francia   |
| 6 puntos  | Ucrania    | Italia    |
| 5 puntos  | Suiza      | Finlandia |
| 4 puntos  | Lituania   | Malta     |
| 3 puntos  | Bélgica    | Suiza     |
| 2 puntos  | Azerbaiyán | Portugal  |
| 1 punto   | Bulgaria   | Suecia    |

##### Desglose
El jurado irlandés estuvo compuesto por:
- Karl Broderick
- Louise Bruton
- Fidelma Kelly
- Sarah McTernan - miembro solamente en la semifinal 1
- Luan Parle - miembro solamente en la final
- Ben Pyne

| Semifinal 1 | Semifinal 1         | Semifinal 1                | Semifinal 1                | Semifinal 1                | Semifinal 1                | Semifinal 1                | Semifinal 1                | Semifinal 1                | Semifinal 1                | Semifinal 1                |
| N.º         | País                | Jurado                     | Jurado                     | Jurado                     | Jurado                     | Jurado                     | Jurado                     | Jurado                     | Televoto                   | Televoto                   |
| N.º         | País                | Jurado A                   | Jurado B                   | Jurado C                   | Jurado D                   | Jurado E                   | Ranking                    | Puntos                     | Ranking                    | Puntos                     |
| ----------- | ------------------- | -------------------------- | -------------------------- | -------------------------- | -------------------------- | -------------------------- | -------------------------- | -------------------------- | -------------------------- | -------------------------- |
| 01          | Lituania            | 15                         | 3                          | 7                          | 5                          | 5                          | 6                          | 5                          | 1                          | 12                         |
| 02          | Eslovenia           | 10                         | 9                          | 13                         | 15                         | 13                         | 14                         |                            | 15                         |                            |
| 03          | Rusia               | 5                          | 2                          | 10                         | 8                          | 2                          | 3                          | 8                          | 10                         | 1                          |
| 04          | Suecia              | 13                         | 15                         | 9                          | 4                          | 6                          | 10                         | 1                          | 7                          | 4                          |
| 05          | Australia           | 9                          | 14                         | 11                         | 10                         | 3                          | 11                         |                            | 13                         |                            |
| 06          | Macedonia del Norte | 1                          | 11                         | 15                         | 9                          | 14                         | 9                          | 2                          | 14                         |                            |
| 07          | Irlanda             | -------------------------- | -------------------------- | -------------------------- | -------------------------- | -------------------------- | -------------------------- | -------------------------- | -------------------------- | -------------------------- |
| 08          | Chipre              | 12                         | 7                          | 5                          | 3                          | 7                          | 7                          | 4                          | 5                          | 6                          |
| 09          | Noruega             | 2                          | 10                         | 4                          | 11                         | 15                         | 8                          | 3                          | 9                          | 2                          |
| 10          | Croacia             | 8                          | 1                          | 2                          | 2                          | 8                          | 2                          | 10                         | 4                          | 7                          |
| 11          | Bélgica             | 7                          | 8                          | 14                         | 12                         | 10                         | 13                         |                            | 12                         |                            |
| 12          | Israel              | 11                         | 12                         | 6                          | 7                          | 9                          | 12                         |                            | 6                          | 5                          |
| 13          | Rumania             | 14                         | 13                         | 12                         | 13                         | 11                         | 15                         |                            | 8                          | 3                          |
| 14          | Azerbaiyán          | 6                          | 5                          | 3                          | 6                          | 4                          | 4                          | 7                          | 11                         |                            |
| 15          | Ucrania             | 4                          | 6                          | 1                          | 14                         | 12                         | 5                          | 6                          | 3                          | 8                          |
| 16          | Malta               | 3                          | 4                          | 8                          | 1                          | 1                          | 1                          | 12                         | 2                          | 10                         |

| Final | Final        | Final    | Final    | Final    | Final    | Final    | Final   | Final  | Final    | Final    |
| N.º   | País         | Jurado   | Jurado   | Jurado   | Jurado   | Jurado   | Jurado  | Jurado | Televoto | Televoto |
| N.º   | País         | Jurado A | Jurado B | Jurado C | Jurado D | Jurado E | Ranking | Puntos | Ranking  | Puntos   |
| ----- | ------------ | -------- | -------- | -------- | -------- | -------- | ------- | ------ | -------- | -------- |
| 01    | Chipre       | 13       | 13       | 5        | 9        | 24       | 13      |        | 13       |          |
| 02    | Albania      | 25       | 24       | 24       | 26       | 19       | 26      |        | 26       |          |
| 03    | Israel       | 22       | 20       | 20       | 15       | 9        | 20      |        | 20       |          |
| 04    | Bélgica      | 14       | 5        | 26       | 22       | 2        | 8       | 3      | 24       |          |
| 05    | Rusia        | 12       | 8        | 6        | 21       | 14       | 15      |        | 14       |          |
| 06    | Malta        | 6        | 2        | 9        | 1        | 5        | 2       | 10     | 7        | 4        |
| 07    | Portugal     | 7        | 11       | 23       | 13       | 6        | 12      |        | 9        | 2        |
| 08    | Serbia       | 16       | 16       | 21       | 19       | 12       | 22      |        | 18       |          |
| 09    | Reino Unido  | 20       | 22       | 17       | 25       | 10       | 23      |        | 21       |          |
| 10    | Grecia       | 17       | 14       | 8        | 7        | 7        | 11      |        | 19       |          |
| 11    | Suiza        | 1        | 7        | 12       | 8        | 17       | 6       | 5      | 8        | 3        |
| 12    | Islandia     | 2        | 6        | 2        | 3        | 16       | 3       | 8      | 2        | 10       |
| 13    | España       | 10       | 21       | 13       | 23       | 26       | 21      |        | 25       |          |
| 14    | Moldavia     | 21       | 26       | 22       | 11       | 25       | 25      |        | 15       |          |
| 15    | Alemania     | 8        | 25       | 25       | 16       | 15       | 19      |        | 16       |          |
| 16    | Finlandia    | 19       | 17       | 19       | 12       | 22       | 24      |        | 6        | 5        |
| 17    | Bulgaria     | 15       | 19       | 16       | 6        | 4        | 10      | 1      | 11       |          |
| 18    | Lituania     | 26       | 3        | 10       | 5        | 11       | 7       | 4      | 1        | 12       |
| 19    | Ucrania      | 3        | 12       | 1        | 20       | 23       | 5       | 6      | 3        | 8        |
| 20    | Francia      | 9        | 1        | 18       | 2        | 1        | 1       | 12     | 4        | 7        |
| 21    | Azerbaiyán   | 11       | 9        | 3        | 10       | 13       | 9       | 2      | 22       |          |
| 22    | Noruega      | 4        | 15       | 4        | 4        | 8        | 4       | 7      | 12       |          |
| 23    | Países Bajos | 5        | 18       | 7        | 18       | 20       | 14      |        | 23       |          |
| 24    | Italia       | 24       | 4        | 15       | 24       | 21       | 17      |        | 5        | 6        |
| 25    | Suecia       | 18       | 23       | 14       | 17       | 3        | 16      |        | 10       | 1        |
| 26    | San Marino   | 23       | 10       | 11       | 14       | 18       | 18      |        | 17       |          |